# Маккэнн, Терренс
Теренс Джон «Терри» Маккэнн (англ. Terrence John "Terry" McCann ; 23 марта 1934, Чикаго, США — 7 июня 2006, Дана-Пойнт, Калифорния, США) — американский борец вольного стиля, чемпион Олимпийских игр . Единственный американец, не проигравший ни одной из матчевых встреч с советскими борцами.

## Биография
Начал заниматься борьбой в 11 лет, под впечатлением от увиденной на обложке журнала фотографии Элли Моррисона, чемпиона Олимпийских игр 1928 года.
Я был в кондитерской и увидел фотографию этого маленького парня, Элли Моррисона, получившего золотую медаль в борьбе. Я был очень впечатлён. Я подумал что он всего-то маленький парень, и если он смог добиться чего-то особенного в спорте, так и я смогу. Это было начало. У меня было предвидение   
Оригинальный текст (англ.)I was at a candy store and saw a picture of this little guy, Allie Morrison, getting a gold medal for wrestling. I was very impressed. I thought he was just a little guy, and that if he could do something so special in sports, so could I. That was the start. I had a vision
В 1952 году сумел выиграть чемпионат Иллинойса среди школьников, и как многие потенциальные борцы, получил приглашение в университет Айовы
Пока он обучался в университете, он сумел стать трижды чемпионом США по версии NCAA (1955—1957) и дважды чемпионом США по версии ААА (1957—1959). На матчевой встрече СССР — США 1960 года он также был непобедим.

Терри Маккэнн…обладает развитым мышечным чувством и быстротой ответной реакции. В стойке ведёт поединки очень агрессивно и смело, все время стремясь к удержанию инициативы в своих руках: очень подвижен и решителен, но физически подготовлен лучше, чем тактически, поэтому предпочитает бороться на средней дистанции. Постоянно контролирует противника захватом за плечи или плечо и шею сбоку. Подготовку атаки ведет за счет выполнения рывков в различных направлениях.— 
На Летних Олимпийских играх 1960 года в Риме боролся в категории до 57 килограммов (легчайший вес). Выбывание из турнира проходило по мере накопления штрафных баллов. За чистую победу штрафные баллы не начислялись, за победу по очками при любом соотношении голосов начислялся 1 штрафной балл, любое поражение по очкам каралось 3 штрафными баллами, чистое поражение - 4 штрафными баллами. В схватке могла быть зафиксирована ничья, тогда каждому из борцов начислялись 2 штрафных балла. Если борец набирал 6 или более штрафных баллов, он выбывал из турнира.
Титул оспаривали 19 человек. Терри Маккэнн, несмотря на проигрыш в четвёртом круге (во время соревнований пошёл дождь, и соревнования были перенесены на следующий день, и борец отправился спать. Но соревнования были возобновлены, и Маккэнн сумел успеть к началу схватки, но не был размятым и подготовленным ), сумев при этом выйти в финальные схватки. При этом в пятом круге даже победа по очкам над советским борцом Михаилом Шаховым означала выбытие из борьбы за медали. Терри Маккэнн сумел одержать чистую победу за 48 секунд. Михаил Шахов начал выполнять свой излюбленный нырок в ноги, но совершил ошибку, слишком рано выставив вперёд руки, и Терри Маккэнн немедленно провёл уже свой излюбленный контрприём: скручивание захватом разноимённых рук за плечи. Таким образом, американский борец вышел в финал, правда на последнем месте из трёх финалистов, имея 5 штрафных баллов. Он смог победить обоих и стать чемпионом олимпийских игр.
| Круг              | Соперник           | Страна                                    | Результат | Основание                   | Время схватки |
| ----------------- | ------------------ | ----------------------------------------- | --------- | --------------------------- | ------------- |
| 1                 | Эдвин Вестербю     | Швеция                                    | Победа    | По очкам (1 штрафной балл)  | -             |
| 2                 | Пауль Хенни        | Швейцария                                 | Победа    | Туше (0 штрафных баллов)    | 1:40          |
| 3                 | Эдвардо Кэмпбелл   | Панама                                    | Победа    | По очкам (1 штрафной балл)  | -             |
| 4                 | Тауно Яскари       | Финляндия                                 | Поражение | По очкам (3 штрафных балла) | -             |
| 5                 | Михаил Шахов       | Союз Советских Социалистических Республик | Победа    | Туше (0 штрафных баллов)    | 0:48          |
| Финал (схватка 1) | Неждет Залев       | Болгария                                  | Победа    | По очкам (1 штрафной балл)  | -             |
| Финал (схватка 2) | Тадеуш Трояновский | Польша                                    | Победа    | По очкам (1 штрафной балл)  | -             |

После олимпийских игр принял предложение священника, двукратного олимпийского чемпиона по прыжкам с шестом Роберта Ричардса, и стал в его лектором-пропагандистом. Позднее Терри Маккэнн стал исполнительным директором ассоциации тостмастеров и находился на этом посту 26 лет. По его инициативе была создана Федерация борьбы США. В 1970-х тренировал американских борцов.
В середине 1970-х переехал в Калифорнию, став заядлым сёрфером, в течение двух лет был исполнительным директором ассоциации производителей оборудования для сёрфинга, и президентом Surfrider Foundation (с 1993 года). Преподавал в колледже.
Умер в 2006 году от редкой формы мезотелиомы плевры, после двухлетней борьбы с болезнью . Он оставил после себя жену, семь детей, восемнадцать внуков, двух правнуков и трёх братьев и сестёр. Один из его братьев, Фрэн Маккэнн также борец, чемпион штата, впоследствии тренер, обладатель титула «Тренер года» США (1970), член Национального зала славы борьбы США (1986).
Ещё в 2005 году Терри Маккэнн предъявил иск к ряду производителей техники, использующих асбест в своей продукции (связь опухолей плевры и асбеста доказана), и уже после его смерти, после пятилетних разбирательств, Верховный суд США иск отклонил.
Введён в Национальный зал славы борьбы США (1977). С 1992 тренерам по вольной борьбе США ежегодно вручается Премия тренера года имени Терренса Маккэна.

## Видео
- - Олимпийские игры 1960, вольная борьба, 57 кг, финал: Терренс Маккэнн (США) - Тадеуш Трояновский (Польша)